# シーザー・プエロ
- セサル・プエヨ
- セサル・プエジョ

シーザー・デビッド・プエロ・サンタナ（César David Puello Santana、1991年4月1日 - ）は、ドミニカ共和国ラ・ロマーナ州ラ・ロマーナ出身のプロ野球選手（外野手）。右投右打。現在は、フリーエージェント (FA) 。

## 経歴

### プロ入りとメッツ傘下時代
2008年にニューヨーク・メッツと契約を結び、プロ入りを果たした。この年傘下のルーキー級ガルフ・コーストリーグ・メッツでプロデビュー。40試合に出場して打率.305、1本塁打、17打点、46安打、13盗塁を記録した。
2009年はアパラチアンリーグのルーキー級キングスポート・メッツでプレーし、49試合に出場して打率.296、5本塁打、23打点、58安打、15盗塁を記録した。
2010年はA級サバンナ・サンドナッツでプレーし、109試合に出場して打率.292、1本塁打、34打点、118安打、45盗塁を記録した。
2011年はA+級セントルーシー・メッツでプレーし、117試合に出場して打率.259、10本塁打、50打点、114安打、19盗塁を記録した。オフの11月18日に40人枠に登録された。
2012年もA+級セントルーシーでプレーし、66試合に出場して打率.260、4本塁打、21打点、59安打、19盗塁を記録した。
2013年はAA級ビンガムトン・メッツでプレーし、91試合に出場して打率.326、16本塁打、73打点、108安打、24盗塁を記録した。しかし、6月13日にヒト成長ホルモン（HGH）などの禁止薬物を購入した事が判明した。8月5日に50試合の出場停止処分を受けた。これが後のバイオジェネシス・スキャンダルと言われる事件である。
2014年はAAA級ラスベガス・フィフティワンズでプレーし、105試合に出場して打率.252、7本塁打、37打点、80安打、13盗塁を記録した。
2015年は開幕から故障者リストで過ごし、8月19日に自由契約となった。

### ヤンキース傘下時代
2015年12月21日にニューヨーク・ヤンキースとマイナー契約を結び、2016年のスプリングトレーニングに招待選手として参加することになった。
2016年は傘下のAAA級スクラントン・ウィルクスバリ・レイルライダースでプレーし、78試合に出場して打率.283、5本塁打、31打点、65安打、18盗塁を記録した。オフの11月7日にFAとなった。

### レンジャーズ傘下時代
2016年12月1日にテキサス・レンジャーズとマイナー契約を結び、2017年のスプリングトレーニングに招待選手として参加することになった。
2017年は開幕から傘下のAAA級ラウンドロック・エクスプレスでプレーし、43試合に出場して打率.247、6本塁打、27打点、40安打、5盗塁の成績を残していたが、6月1日に自由契約となった。

### エンゼルス時代
2017年6月3日にロサンゼルス・エンゼルスとマイナー契約を結び、傘下のAAA級ソルトレイク・ビーズへ配属された。8月9日にメジャー契約を結んでアクティブ・ロースター入りし、同日のボルチモア・オリオールズ戦にて「7番・左翼手」で先発出場してメジャーデビュー（結果は4打数1安打1打点）し、メジャー初盗塁も記録している。8月12日にDFAとなった。

### レイズ時代
2017年8月19日にウェイバー公示を経てタンパベイ・レイズへ移籍した。この年メジャーでは2球団合計で17試合に出場して打率.206、3打点、2盗塁を記録した。オフの11月6日に40人枠を外れる形で傘下のAAA級ダーラム・ブルズへ配属された後、7日にFAとなった。

### ダイヤモンドバックス傘下時代
2018年1月9日にアリゾナ・ダイヤモンドバックスとマイナー契約を結び、スプリングトレーニングに招待選手として参加することになった。シーズンでは傘下のAAA級リノ・エーシズでプレーしていたが、8月1日に自由契約となった。

### ジャイアンツ傘下時代
2018年8月3日にサンフランシスコ・ジャイアンツとマイナー契約を結び、傘下のAAA級サクラメント・リバーキャッツへ配属された。オフの11月2日にFAとなった。

### エンゼルス復帰
2018年11月20日にエンゼルスとマイナー契約を結び、2019年のスプリングトレーニングに招待選手として参加することになった。
2019年は開幕をAAA級ソルトレイクで迎え、5月22日にメジャー契約を結んでアクティブ・ロースター入りした。昇格後は12試合で打率.390、3本塁打、12打点と好調だったが、ジャスティン・アップトンの故障者リストからの復帰に伴って6月17日にDFAとなった。

### マーリンズ時代
2019年6月19日に金銭トレードで、マイアミ・マーリンズへ移籍した。レギュラーシーズン終了後の10月23日にマイナー契約で傘下のAAA級ニューオーリンズ・ベビーケークスへ配属され、翌24日にFAとなった。

### レッドソックス時代
2020年2月11日にボストン・レッドソックスとマイナー契約を結んでスプリングトレーニングに招待選手として参加することになった。9月19日にメジャー契約を結んでアクティブ・ロースター入りした。オフの10月28日にマイナー契約となり、同日中にFAとなった。12月11日にレッドソックスとマイナー契約で再契約を結んだ。
2021年は傘下AAA級ウースター・レッドソックスで開幕を迎えたが、15試合に出場して打率.158、0本塁打、7打点と結果を残せず、6月3日に自由契約となった。

### メッツ傘下時代
2021年6月5日にニューヨーク・メッツとマイナー契約を結んだ。傘下AAA級シラキュース・メッツに配属されたが、33試合に出場して打率.241、1本塁打、10打点の成績に終わり、8月13日に自由契約となった。

## 詳細情報

### 年度別打撃成績
| 年 度    | 球 団    | 試 合 | 打 席 | 打 数 | 得 点 | 安 打 | 二 塁 打 | 三 塁 打 | 本 塁 打 | 塁 打 | 打 点 | 盗 塁 | 盗 塁 死 | 犠 打 | 犠 飛 | 四 球 | 敬 遠 | 死 球 | 三 振 | 併 殺 打 | 打 率 | 出 塁 率 | 長 打 率 | O P S |
| -------- | -------- | ----- | ----- | ----- | ----- | ----- | -------- | -------- | -------- | ----- | ----- | ----- | -------- | ----- | ----- | ----- | ----- | ----- | ----- | -------- | ----- | -------- | -------- | ----- |
| 2017     | LAA      | 1     | 4     | 4     | 0     | 1     | 0        | 0        | 0        | 1     | 1     | 2     | 0        | 0     | 0     | 0     | 0     | 0     | 1     | 0        | .250  | .250     | .250     | .500  |
| 2017     | TB       | 16    | 35    | 30    | 6     | 6     | 0        | 0        | 0        | 6     | 2     | 0     | 0        | 0     | 0     | 4     | 0     | 1     | 11    | 2        | .200  | .314     | .200     | .514  |
| '17計    | TB       | 17    | 39    | 34    | 6     | 7     | 0        | 0        | 0        | 7     | 3     | 2     | 0        | 0     | 0     | 4     | 0     | 1     | 12    | 2        | .206  | .308     | .206     | .514  |
| 2019     | LAA      | 12    | 50    | 41    | 6     | 16    | 3        | 0        | 3        | 28    | 12    | 0     | 0        | 0     | 0     | 3     | 0     | 6     | 8     | 1        | .390  | .500     | .683     | 1.183 |
| 2019     | MIA      | 32    | 97    | 84    | 8     | 15    | 2        | 0        | 1        | 20    | 6     | 0     | 0        | 1     | 0     | 7     | 1     | 5     | 30    | 1        | .179  | .281     | .238     | .519  |
| '19計    | MIA      | 44    | 147   | 125   | 14    | 31    | 5        | 0        | 4        | 48    | 18    | 0     | 0        | 1     | 0     | 10    | 1     | 11    | 38    | 2        | .248  | .356     | .384     | .740  |
| 2020     | BOS      | 5     | 11    | 8     | 1     | 3     | 0        | 0        | 0        | 3     | 0     | 0     | 0        | 1     | 0     | 2     | 0     | 0     | 2     | 0        | .375  | .500     | .375     | .875  |
| MLB：3年 | MLB：3年 | 66    | 197   | 167   | 21    | 41    | 5        | 0        | 4        | 58    | 21    | 2     | 0        | 2     | 0     | 16    | 1     | 12    | 52    | 4        | .246  | .354     | .347     | .701  |

- 2020年度シーズン終了時

### 背番号
- 65（2017年 - 同年途中）
- 30（2017年途中 - 同年終了）
- 48（2019年 - 同年6月16日）
- 46（2019年6月19日 - 同年終了）
- 75（2020年）